# Pleurothallis calypso
Pleurothallis calypso är en orkidéart som beskrevs av Carlyle August Luer. Pleurothallis calypso ingår i släktet Pleurothallis och familjen orkidéer. Inga underarter finns listade i Catalogue of Life.